# Nagyváradi városháza
A nagyváradi városháza műemlék épület Romániában, Bihar megyében. A romániai műemlékek jegyzékében a BH-II-m-A-01085 sorszámon szerepel.

## Képek

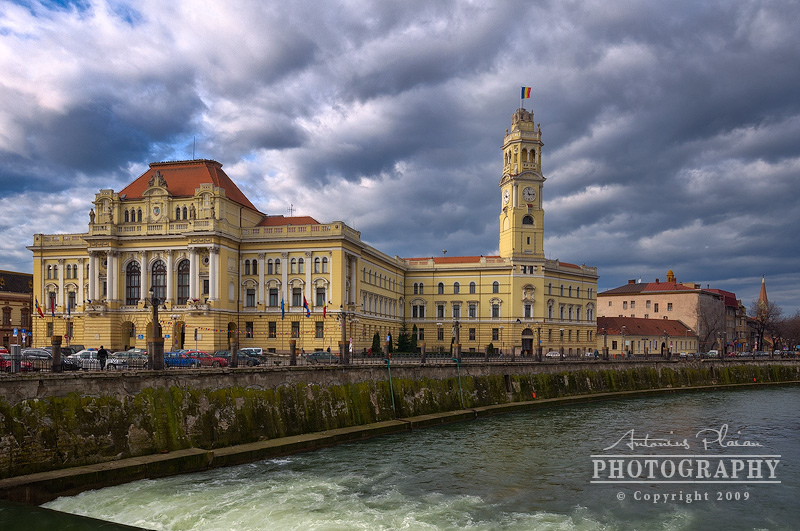
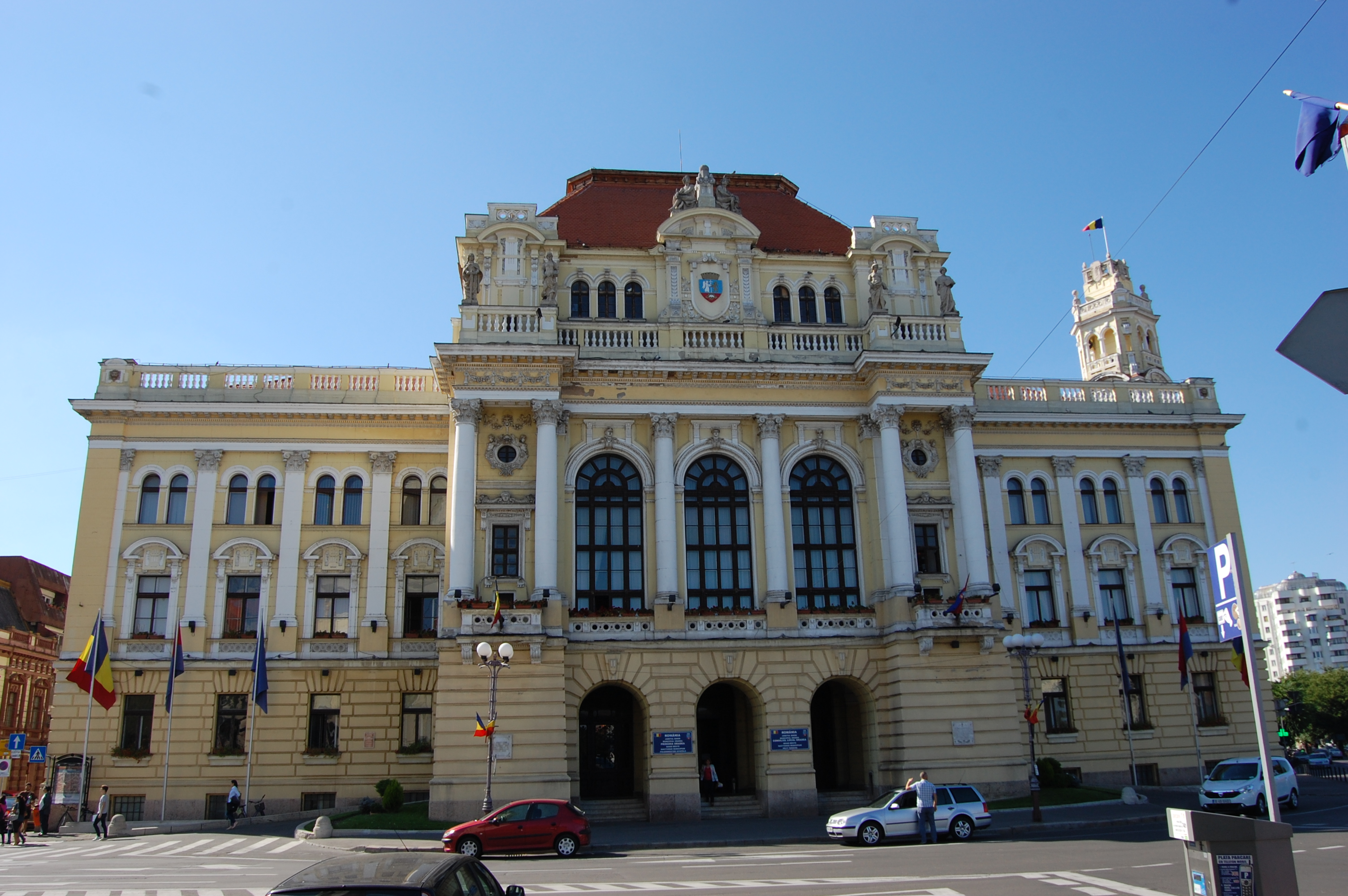